# Radiómetro de Nichols

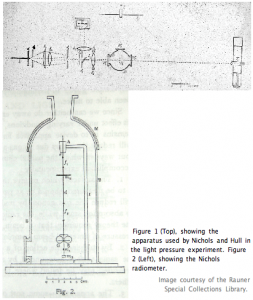
Esquemas publicados en 1901.

El radiómetro de Nichols es un aparato para medir la presión de radiación. Recibe su nombre del físico estadounidense E. F. Nichols, quién lo ideara a finales del siglo XIX.
Consiste en un par de pequeños espejos de cristal plateados por una cara y suspendidos de una delgada fibra de cuarzo en equilibrio de torsión. Esto se halla encerrado dentro de un recinto en el cual se puede regular la presión de aire. El cabezal de torsión al cual está unida la fibra se puede girar desde el exterior por medio de un imán.
Para realizar las medidas se dirige un haz luminoso primero a un espejo y después al otro, y las desviaciones opuestas observadas se determinan con la ayuda de un espejo y una escala. La influencia del aire se puede comprobar girando el sistema de forma que los espejos reciban la luz por su lado no plateado. Originalmente se encontró que esta influencia era mínima, de valor casi despreciable, a una presión de 16 mmHg.
La energía radiante del haz incidente se determinó a partir de su efecto térmico sobre un pequeño disco de plata ennegrecido, método que se demostró más fiable que el bolómetro utilizado inicialmente.
El perfeccionamiento del aparato permitió a Nichols y Hull obtener en 1903 una medida de la presión de la radiación que no difería en más del 10% de la teórica. Otros experimentadores continuarían con su mejora hasta obtener un acuerdo entre las presiones de la radiación observadas y calculadas dentro de un margen del sobre 0,6%.
El radiómetro original construido por Nichols se conserva en el Instituto Smithsoniano.
A veces se confunde este aparato con el radiómetro de Crookes, en el que unas aspas giran dentro de un recinto en el que se ha llevado a cabo un vacío parcial. El movimiento observado en este caso se debe al efecto de las moléculas de gas remanentes, y no directamente a la presión de los fotones incidentes, como erróneamente se dice en los folletos de instrucciones de muchos radiómetros de Crookes vendidos con propósitos recreativos o didácticos.
Cabe decir que, mediante el radiómetro de Crookes, en posteriores experimentos más avanzados y con un vacío casi perfecto, también se logró determinar experimentalmente que la luz ejerce una fuerza.